# Gary Payton
Gary Dwayne Payton (Oakland, Kalifornija, 23. srpnja 1968.) umirovljeni je američki profesionalni košarkaš. Igrao je na poziciji razigravača, a izabran je u 1. krugu (2. ukupno) NBA drafta 1990. od strane Seattle SuperSonicsa. U svojoj sedamnaestogodišnjoj NBA karijeri, Payton je ostvario mnoge uspjehe. Osvojio je jedan NBA naslov te je jednom izabran za obrambenog igrača godine. Payton je deveterostruki NBA All-Star te je devet puta biran u All-NBA momčad i devet puta u All-Defensive momčad.  

## Srednja škola i sveučilište
Pohađao je srednju školu Skyline High School. Nakon srednje škole odlučio se na pohađanje sveučilišta Oregon State. U svojoj sophomore sezoni, Payton je privremeno izbačen iz momčadi zbog loših ocjena. Međutim njegov ga je otac potaknuo da se usredotoči malo više na školu i ocjene te je Payton radom i trudom u iduće dvije godine izrastao u sjajnog obrambenog ali i napadačkog igrača. Tijekom svoje četvrte godine na sveučilištu, točnije 5. ožujka 1990., Payton je osvanuo na naslovnici uglednog američkog časopisa "Sport Illustrated" zbog proglašenja za najboljeg sveučilišnog igrača godine. Tijekom svoje sveučilišne karijere osvojio je brojna priznanja uključujući All-American momčad, tri puta All-Pac 10 momčad, Pac 10 Freshman godine i najkorisniji igrač Far West Classic natjecanja. 1996. godine, Payton je ušao u Oregon State University Kuću slavnih.

## NBA karijera
Payton je izabran kao drugi izbor NBA drafta 1990. od strane Seattle SuperSonicsa. U prve dvije sezone, Payton se mučio s prilagodbom te je tijekom tog razdoblja prosječno postizao samo 8.2 poena po utakmici. Međutim, Payton se ubrzo prilagodio i postao jedan od najboljih razigravača u ligi te je sa suigračem Shawnom Kempom osnovao, jedan od najboljih tandema u povijesti, tandem "Sonic Boom". Upravo taj dvojac odveo je Sonicse do NBA finala protiv Chicago Bullsa. Ipak su Jordanovi Bullsi, dodatno pojačani Dennisom Rodmanom, bili prejaki te su odnijeli pobjedu rezultatom serije 4-2 te time osvojili svoj četvrti NBA naslov. Te iste sezone Payton je osvojio nagradu za obrambenog igrača godine. Tijekom svog boravka u Seattleu, Payton je devet puta izabran u All-NBA momčad, devet puta na All-Star utakmicu te devet puta u All-Defensive prvu petorku. 
Sredinom sezone 2002./03., Payton je u velikoj zamjeni, koja je odvela Raya Allena u Sonicse, mijenjan u Milwaukee Buckse. U dresu Bucksa odigrao je posljednjih 28 utakmica sezone te je kao slobodan igrač u sezoni 2003./04., zajedno s Karlom Maloneom, potpisao za Los Angeles Lakerse. Lakersi su tim potpisivanjima postali glavni favoriti jer su uz sjajne Shaquillea O'Neala i Kobea Bryanta dobili dvojicu dobrih i iskusnih veterana. Lakersi su svoju dominaciju potvrdili ostvarivanjem omjera 56-26 i osvajanjem prvog mjesta u Pacifičkoj diviziji. U doigravanju su pobijedili Houston Rocketse, San Antonio Spurse i Minnesota Timberwolvese te su time ostvarili nastup u NBA finalu. U finalu su se susreli s Detroit Pistonsima koji su predvođeni Chaunceyom Billupsom, Benom Wallaceom, Tayshaunom Princeom, Rasheedom Wallaceom i Ripom Hamiltonom odnijeli pobjedu i naslov prvaka rezultatom serije 4-1. 
Prije sezone 2004./05. Lakersi su obavili zamjenu kojom su Paytona i Ricka Foxa poslali u Boston Celticse dok su putem Los Angelesa otišli Chris Mihm, Jumaine Jones i Chucky Atkins. Nakon zamjene Payton je iskazao nezadovoljstvo, te je nakon nekoliko utakmica, točnije 24. veljače 2005., mijenjan u Atlanta Hawkse. Hawksi su ubrzo otpustili Paytona te se on nakon nekoliko tjedana vratio u Boston. Payton je u dresu Celticsa startao svih 77 utakmica te je zajedno s Paulom Piercom i Antonieom Walkerom odveo momčad do osvajanja Atlantske divizije, ali su u prvom krugu doigravanja ispali od Indiana Pacersa. 22. rujna 2005. Payton je potpisao veteranski minimum s Miami Heatom, tj. jednogodišnji ugovor vrijedan 1.1 milijun dolara te je time ponovno postao suigrač s O'Nealom i Walkerom. U sezoni 2005./06. Payton je ulazeći s klupe uvelike pomogao momčadi u ostvarivanju NBA finala. 
U finalu su se susreli s Dallas Mavericksima koji su u prve dvije utakmice odnijeli pobjedu i postavili nedostiživ rezultat serije 0-2. Međutim tada na scenu stupa Dwyane Wade koji u iduće četiri utakmice prosječno postiže 34,7 poena po utakmici i time zaključuje seriju rezultatom 4-2 i osvajanjem prvog NBA naslova u povijesti franšize. Također je i Payton bio važan igrač u ostvarivanju te četiri uzastopne pobjede pogodivši dva vrlo važna šuta tijekom serije. U prvoj utakmici pogodio je koš za pobjedu Miamija i smanjenje zaostatka na 2-1 te u petoj utakmici kada je svojim košem u posljednjim sekundama susreta osigurao Miamiju pobjedu s jednim poenom prednosti i prelazak u vodstvo u seriji rezultatom 3-2. To je ujedno bio i prvi NBA prsten u Paytonovoj dugogodišnjoj karijeri. 6. rujna 2006., sada već 38-godišnjak, Payton je potpisao jednogodišnje produženje ugovora vrijedno 1,2 milijuna dolara. Nakon završetka sezone 2006./07. Payton se odlučio umiroviti od profesionalne košarke.

## Američka reprezentacija
S američkom reprezentacijom Payton je osvojio dvije zlatne olimpijske medalje. Prvu zlatnu medalju osvojio je kao član još jednog Dream Teama koji je na Olimpijskim igrama u Atlanti 1996. suvereno pobijedio i s omjerom 8-0 osvojio zlato. Svoju drugu medalju Payton je osvojio kao član još jednog Dream Teama na Olimpijskim igrama u Sydneyu 2000. godine.

## Privatni život
Payton se 26. srpnja 1997. vjenčao za Monique James s kojom ima troje djece. Payton također ima još jednog sina, Garya Paytona II, s drugom ženom.

## Vanjske poveznice
- Profil  Arhivirana inačica izvorne stranice od 12. travnja 2016. (Wayback Machine) na Basketball-Reference.com
- Profil  Arhivirana inačica izvorne stranice od 11. studenoga 2009. (Wayback Machine) na SI.com